# USS Leonidas (1849)
USS Leonidas był w służbie na Pacyfiku w 1849, dowodzony przez komandora Swift z New Bedford. W latach 1850–1854 częściowo należał i był dowodzony przez Benjamina Smitha Clarka, Jr.
Zakupiony 27 października 1861 przez US Navy w New Bedford za kwotę 3050 dolarów do użycia w ramach Stone Fleet. Został wypełniony kamieniami i wypłynął z New Bedford pod dowództwem Mastera Johna Howlanda 20 listopada 1861. Dokładnie miesiąc później został rozmyślnie zatopiony, wraz z 15 innymi jednostkami, w zakończonej niepowodzeniem próbie powstrzymania łamaczy blokady od używania głównego kanału prowadzącego do portu Charleston w odległości czterech mil na południe-południowy wschód (ang. south-southeast) od Fordu Sumter i trzy mile na wschód-południowy wschód (ang. east-southeast) od latarni na Morris Island w Karolinie Południowej.